# Renate Verhoeven
Renate Verhoeven ('s-Hertogenbosch, 28 juni 1995) is een Nederlands voetballer die als keeper speelt. 

## Clubcarrière
Verhoeven begon op 7-jarige leeftijd aan haar voetbalcarrière, daarvoor speelde ze basketbal. Haar eerste club werd RKVSC. Bij de club uit haar geboorteplaats speelde ze eerst als spits of aanvallende middenvelder. Toen het elftal naar de D klasse overging kwamen ze zonder keeper te zitten Verhoeven ging dit toen invullen. Na een tijdje verliet ze de club voor RKVV Wilhelmina. Tijdens haar eerste seizoen bij RKVV deed ze ook mee aan de open dag van SteDoCo. Ze deed er vervolgens een zestal selectietrainingen, maar kon er uiteindelijk niet gaan spelen omdat er al een doelvrouw was. Wel mocht ze vanaf dan ook meetrainen bij de club uit Hoornaar. Na twee jaar koos Verhoeven ervoor om de overstap te maken naar Prinses Irene. In 2011 verliet ze de club voor SV Saestum en via het samenwerkingsverband van de Topklasser debuteerde ze op 16-jarige leeftijd op 4 november 2011 in de Eredivisie Vrouwen voor FC Utrecht. In 2012 wisselde Verhoeven wederom van club. Ze koos voor de nieuwe formatie van PSV/FC Eindhoven, waar ze tweede doelvrouw werd achter Angela Christ. Na twee seizoenen in België bij Standard de Liège, ging Verhoeven in 2016 naar Achilles '29. Twee seizoenen later maakt ze bekend dat ze gaat spelen voor DTS Ede.
In december 2021 maakt Verhoeven bekend ook bij DTS te stoppen, omdat ze geen tijd voor topsport meer kan vrijmaken.

## Interlandcarrière
Nadat Verhoeven alle regionale jeugdselecties had doorlopen (van onder 11 tot onder 15) ontving ze in 2009 haar eerste uitnodiging voor Nederland onder 15.
Ook speelde ze voor Oranje O19.

## Statistieken
| Seizoen | Club              | Land      | Competitie  | Wedstrijden | Doelpunten |
| ------- | ----------------- | --------- | ----------- | ----------- | ---------- |
| 2011/12 | SV Saestum        | Nederland | Topklasse   | -           | -          |
| 2011/12 | FC Utrecht        | Nederland | Eredivisie  | 1           | 0          |
| 2012/13 | PSV/FC Eindhoven  | Nederland | BeNe League | 7           | 0          |
| 2013/14 | PSV/FC Eindhoven  | Nederland | BeNe League | 3           | 0          |
| 2014/15 | Standard de Liège | België    | BeNe League | 23          | 0          |
| 2015/16 |                   |           |             |             |            |
| 2016/17 | Achilles '29      | Nederland | Eredivisie  | 24          | 0          |
| 2017/18 | Achilles '29      | Nederland | Eredivisie  | 16          | 0          |
| totaal  |                   |           |             | 76          | 0          |

Laatste update 17 jun 2012